# Patrizia Reggiani
Patrizia Reggiani (née Martinelli) (Vignola, 2 december 1948) is een Italiaanse voormalig socialite en veroordeelde crimineel. Ze werd in een geruchtmakend proces veroordeeld voor het inhuren van een huurmoordenaar om haar ex-man, Maurizio Gucci, te vermoorden.

## Vroege leven
Patrizia Martinelli werd geboren in Vignola, provincie Modena, in Noord-Italië. Toen Patrizia 12 was, trouwde haar moeder Silvana met de rijke ondernemer Ferdinando Reggiani, die later Patrizia adopteerde.
Toen ze ongeveer 22 was, ontmoette Patrizia Maurizio Gucci, erfgenaam van het modehuis Gucci, op een feestje in 1970. In 1972 trouwde het stel en verhuisde naar New York. Gucci's vader, Rodolfo Gucci, keurde het huwelijk aanvankelijk niet goed, omdat hij geloofde dat Patrizia "een sociale klimmer is die alleen maar aan geld denkt". Desalniettemin schonk hij zijn zoon en schoondochter een luxe penthouse in de Olympic Tower in New York. Patrizia werd actief in New Yorkse sociale kringen, verscheen regelmatig op feestjes en mode-evenementen en raakte onder andere bevriend met Jackie Kennedy Onassis. Tijdens haar huwelijk beviel ze van twee dochters: Alessandra werd geboren in 1977 en Allegra werd geboren in 1981.
In 1982 verhuisden Patrizia en Maurizio terug naar Milaan. In 1985 vertelde Gucci haar dat hij op een korte zakenreis naar Florence ging. De volgende dag stuurde hij een vriend om Patrizia te vertellen dat hij niet meer terug zou komen en dat het huwelijk voorbij was. In 1990 begon Maurizio met Paola Franchi te daten, wat bij Patrizia zowel wrok als jaloezie veroorzaakte. In 1994 scheidde ze officieel van Gucci. Als onderdeel van de echtscheidingsregeling stemde Gucci ermee in om Patrizia een jaarlijkse alimentatie van $ 1,47 miljoen te betalen. Volgens de wet mocht ze de achternaam Gucci niet langer gebruiken, maar ze bleef dat toch doen en zei daarover: "Ik voel me nog steeds een Gucci – sterker nog, het meeste Gucci van allemaal."

## Moord op ex-man
Een jaar na zijn scheiding, op 27 maart 1995, werd Maurizio Gucci op de trap buiten zijn kantoor doodgeschoten door een huurmoordenaar toen hij aankwam op zijn werk. De dag dat hij werd vermoord, schreef Patrizia één woord in haar dagboek: "paradeisos", het Griekse woord voor paradijs.
Op 31 januari 1997 werd Patrizia gearresteerd en beschuldigd van het inhuren van de huurmoordenaar die Gucci had vermoord. Het proces kreeg veel media-aandacht, waarbij de lokale pers haar de "Black Widow" doopte. Volgens de aanklagers was Patrizia's motief een mengeling van jaloezie, geld en wrok jegens haar ex-man. Ze stelden dat ze controle wilde over het landgoed van Gucci en wilde voorkomen dat haar ex met Paola Franchi zou trouwen. Het op handen zijnde huwelijk zou haar alimentatie hebben gehalveerd, waardoor haar jaarlijkse financiële steun zou zijn teruggebracht tot $ 860.000 per jaar, wat volgens haar neerkwam op "een kom linzen". De huurmoordenaar, de in schulden verkerende pizzeria-eigenaar Benedetto Ceraulo, bleek door Patrizia te zijn ingehuurd via een tussenpersoon genaamd Giuseppina "Pina" Auriemma, een paranormaal begaafde, goede vriendin van Patrizia.

### Gevangenistijd
In 1998 werd Patrizia Reggiani veroordeeld tot 29 jaar gevangenisstraf wegens het opdracht geven tot de moord. Ze vroeg vervolgens om vernietiging van haar veroordeling, omdat volgens haar een hersentumor haar persoonlijkheid had aangetast. In 2000 bevestigde een hof van beroep in Milaan de veroordeling, maar bracht de straf terug tot 26 jaar. In 2000 probeerde ze zelfmoord te plegen door zichzelf op te hangen aan een laken, maar ze werd gevonden door gevangenisbewakers.
In 2005 overtuigde Patrizia's juridische team, ondanks regels tegen huisdieren in de gevangenis, de gevangenis om haar fret als huisdier bij haar te laten wonen. In oktober 2011 kwam ze in aanmerking voor voorwaardelijke vrijlating in het kader van een werkvrijstellingsprogramma, maar weigerde en zei: "Ik heb nog nooit gewerkt in mijn leven, ik ga er nu zeker niet mee beginnen." Op grond van goed gedrag werd ze in oktober 2016 vrijgelaten, na 18 jaar gevangenisstraf.

## Documentaire
In 2020 maakte Jovica Nonkovic de documentaire Lady Gucci - La storia di Patrizia Reggiani, waarin Reggiani haar perspectief op het verhaal vertelt.

## In populaire cultuur
De film House of Gucci (2021) is gebaseerd op het huwelijk van Patrizia Reggiani en de moord op haar ex-echtgenoot Maurizio Gucci. Zangeres en actrice Lady Gaga speelt daarin de rol van Reggiani. In maart 2021 prees Reggiani de casting van Lady Gaga in de film en zei dat ze erg op haar lijkt, maar uitte haar ergernis over het feit dat Gaga haar niet had ontmoet voordat ze de rol accepteerde. Gaga verklaarde in interviews Reggiani niet te willen ontmoeten, omdat ze denkt dat die te leugenachtig is. Een ontmoeting zou haar niet geholpen hebben een goed beeld van Reggiani en haar leven te krijgen.